# 19815 Marshasega
19815 Marshasega è un asteroide della fascia principale. Scoperto nel 2000, presenta un'orbita caratterizzata da un semiasse maggiore pari a 2,7942172 UA e da un'eccentricità di 0,0875476, inclinata di 3,03004° rispetto all'eclittica.